# Lindita Halimi
Lindita Halimi (Vitina, 24. mart 1989) je albanska pevačica rođena na području autonomne pokrajine Kosova i Metohije u SFR Jugoslaviji (današnja Srbija). Slavu je stekla pobedom u šestom izdanju takmičenja  sa pesmom "Ëndërroja" (srp. Sanjala sam).
U 2016. je učestvovala u poslednjoj sezoni Američkog idola. Lindita je predstavljala Albaniju na izboru za Pesmu Evrovizije 2017.

## Život i karijera
Lindita Halimi je rođena u Vitini, u SFR Jugoslaviji (današnja Srbija). Učestvovala je u trećem izdanju takmičenja Ethet (albanski Idol). Učestvovala je dva puta na takmičenju Top Fest, a u 2006. je pobedila na takmičenju. Objavila je nekoliko singlova, uglavnom balade. 2013. se preselila u Sjedinjene Američke Države. U decembru 2014. učestvovala je na 53. izdanju takmičenja Festivali i Këngës i završila na trećem mestu. U 2016. je učestvovala u poslednjoj sezoni Američkog idola.
Pobedila je na 55. izdanju takmičenja  sa pesmom Botë. Time je postala predstavnica Albanije na Pesmi Evrovizije 2017. koja je održana u Kijevu. Tamo je pevala verziju pesme na engleskom pod nazivom World. Nastupala je u prvom polufinalu i bila je 14. sa 76 bodova, što nije bilo dovoljno za finale.

## Diskografija

### Singlovi
- Vetëm sytë e tu (2007)
- Dallëndyshe (2008)
- Ëndërroja (2009)
- Të dua vërtet (2009)
- Nuk të dorëzohëm (2009) (sa Erti Hizmom)
- All Mine (2010) (sa Norom Istrefi i Big D)
- Supa Dupa Fly (2010) (sa Big D)
- Më e forte se kurrë (2010)
- Kur një ditë të kthehesh ti (2010)
- Ndihmë (2011)
- Kohën do ta ndal (2011)
- I Just Wanna (2012)
- S'të fal (2014)
- Cold World (2015)
- Come Thru (2015)
- World (2017)
- Now (2017)
- Rock Whine (2017)
- Murda (2018)
- Nena eshte diamant i rralle (2018)
- Gur (2020)

## Spoljašnje veze
- Lindita Halimi na mreži Jutjub